# Beata Fido
Beata Fido (ur. 2 listopada 1967 w Krakowie) – polska aktorka teatralna, filmowa i telewizyjna.

## Życiorys

### Wczesne lata
Urodziła się i wychowała w Krakowie, gdzie uczęszczała do I Liceum Ogólnokształcącego im. Bartłomieja Nowodworskiego. W 1990 ukończyła studia w Państwowej Wyższej Szkoły Teatralnej im. Ludwika Solskiego w Krakowie.

### Kariera
W latach 1991–2000 mieszkała w Stanach Zjednoczonych, gdzie grała w tamtejszych teatrach. Zadebiutowała rolą Anastasii w sztuce Matthew Ramsaya The Best Western (data premiery: 25 lipca 1991) w reżyserii Russela Mutha w zespole teatralnym Bowman Ensemble w Baltimore w stanie Maryland. W 1996 za rolę Sety Tomasian w przedstawieniu Beast on the Moon na scenie Purple Rose Theater Co., prowadzonym przez Jeffa Danielsa, odebrała swoją pierwszą nagrodę aktorską Theater Excellence Award przyznaną przez Detroit Free Press.
Wystąpiła na szklanym ekranie jako pani Rogozinski w operze mydlanej CBS Guiding Light (1996). Po powrocie do Polski można ją było dostrzec w popularnych serialach takich jak: Pensjonat pod Różą (2004), Klan (2005), Kryminalni (2006), M jak miłość (2007), Plebania (2009), Ojciec Mateusz (2009), Popiełuszko. Wolność jest w nas (2009−2013), Rodzinka.pl (2012) czy Lekarze (2014). Wystąpiła także w filmach: Karol. Człowiek, który został papieżem (2004) jako siostra Maksencja, Popiełuszko. Wolność jest w nas (2009) w roli siostry Krystyny czy w Matka Teresa od kotów (2010) jako nauczycielka Marcina.
Występowała w spektaklach telewizyjnych: Kwatera Bożych Pomyleńców (2008), Psie Głowy (2009), Totus Tuus (2016), Wojna – moja miłość (2017), Ostatni hrabia. Edward Bernard Raczyński (2018), List z tamtego świata (2018), Dołęga-Mostowicz. Kiedy zamykam oczy (2019).
W 2014 wystąpiła w filmie dokumentalnym Danusia opowiadającym o historii pierwszego w Polsce udanego przeszczepienia nerki, którego w 1966 dokonali profesorowie Jan Nielubowicz i Tadeusz Orłowski. W 2016 zagrała w filmie muzycznym Wesele w kurnej chacie.
W filmie Smoleńsk (2016) została zaangażowana do głównej roli dziennikarki Niny, prowadzącej śledztwo w sprawie katastrofy, za którą w 2017 otrzymała Węża w kategorii „Najgorsza rola żeńska”.
W serialu Komisarz Alex gra policjantkę wracającą z USA – komisarz Martę Grabską. Wcieliła się w postać Darii Partyki w emitowanym w 2010 i od 2013 serialu telewizyjnym Blondynka. W serialu Leśniczówka zagrała Magdę Ździebłowską, córkę doktor Czesi (granej przez Annę Seniuk). Wcieliła się także w postać prokurator Małgorzaty Sawickiej w serialu Archiwista. Można ją zobaczyć także w serialach: Wojenne dziewczyny (2017, 2018) i epizodycznie w serialu Barwy szczęścia.

## Życie prywatne
Związana jest z Janem Marią Tomaszewskim, konsultantem ds. obyczajowych filmu Smoleńsk, kuzynem Jarosława Kaczyńskiego.

## Kariera zawodowa
- 1991 – Bowman Ensemble Maryland
- 1992 – Shakespeare on the Green
- 1992 – Footsteps Company
- 1993 – National Jewish Theatre
- 1993 – Court Theatre
- 1993 – Maieutic Theatre Chicago
- 1994 – Latino Chigaco Theatre
- 1995 – National Council, Chicago
- 1995 – Center Stage Maryland
- 1996 – Purple Rose Theatre Company
- 1996 – Williamstown Theatre Festival
- 1997 – Williamstown Theatre Festival
- 1997 – Ontological Hysteric Theatre
- 1997 – La Mama ETC Theatre New York

## Filmografia
- 1997: Guiding Light – Ms. Rogozinski
- 2005–2006: Klan – Kownacka, nauczycielka Bożenki Rosiak-Lubicz
- 2001: Kameleon
- 2001: Buła i spóła – pacjentka (odc. 11)
- 2003–2019: Na Wspólnej – lekarka
- 2004–2009: Plebania –
  - Jola, pracownica agencji matrymonialnej (odc. 452)
  - Krawczukowa (odc. 1273–1276, 1360)
- 2004: Pensjonat pod Różą – Sabina (odc. 7)
- 2004: Karol. Człowiek, który został papieżem – siostra Maksencja
- 2005–2007: M jak miłość – pielęgniarka (odc. 377 i 488)
- 2006: Szatan z siódmej klasy – matka Zbyszka (odc. 1)
- 2006: Na dobre i na złe – żona Borka (odc. 266)
- 2006: Kryminalni – Dornalowa (odc. 50)
- 2007: Ekipa – spikerka CNN (odc. 14)
- 2007–2008: Egzamin z życia – agentka nieruchomości (odc. 80, 105)
- 2007: Determinator – ekspedientka Majka (odc. 1 i 2)
- 2007: Braciszek – głos
- 2008: Wydział zabójstw – psycholog szkolny (odc. 41)
- 2008: Trzeci oficer – lekarka (odc. 13)
- 2009: Popiełuszko. Wolność jest w nas – siostra Krystyna
- 2009: Popiełuszko. Wolność jest w nas (serial) – siostra Krystyna
- 2009: Ojciec Mateusz – pracownica szpitala (odc. 12)
- 2009: Londyńczycy 2 – prawniczka
- 2009–2014, od 2016: Blondynka – Daria, żona Partyki
- 2010: Matka Teresa od kotów – nauczycielka Marcina
- 2011: Komisarz Alex – pielęgniarka Edyta (odc. 12)
- 2012: Rodzinka.pl – mama (odc. 75 i 78)
- 2013: Lekarze – pielęgniarka na pediatrii (odc. 46 i 47)
- 2014–2015: Barwy szczęścia – klientka Sabiny (odc. 1103 i 1303), inspektorka nadzoru  budowlanego w klubiku dziecięcym Klary Pyrki i jej przyjaciółki Ady (odc. 1248)
- 2016: Smoleńsk – dziennikarka Nina (główna rola)
- 2016: Wesele w kurnej chacie - ekolożka
- 2016-2024: Komisarz Alex – nadkomisarz  Marta Grabska
- 2017: Syn królowej śniegu – agentka ubezpieczeniowa
- 2018–2019: Wojenne dziewczyny – Celina, matka Franka
- 2018-2024: Leśniczówka – doktor Magdalena Ździebłowska – Mondrasiuk
- 2020: Archiwista – prokurator Małgorzata Sawicka
- 2023: Matylda – matka Sokołowa (odc. 13)
- 2023-2024: Barwy szczęścia - Wanda Halicka - pracownica sanepidu przeprowadzająca kontrolę w Feel Good, będąca też matką Franka i narzeczoną Roberta Stefaniaka (odc. 2835-3036)